# 波水乡
波水乡，是中华人民共和国湖南省郴州市资兴市下辖的一个乡镇级行政单位。

## 行政区划
波水乡下辖以下地区：
波水社区、枫树村、仁峰村、十里村、七宝村、大湾村、坪木村、三乐村、青华村、下坪村、中坪村、上坪村、苏家洞村和波水村。